# Седдл-Рок 9
Седдл-Рок 9 (англ. Saddle Rock 9) — індіанська резервація в Канаді, у провінції Британська Колумбія, у межах регіонального округу Фрейзер-Велі.

## Населення
За даними перепису 2016 року, індіанська резервація не ма постійного населення.

## Клімат
Середня річна температура становить 7,8°C, середня максимальна – 19,9°C, а середня мінімальна – -7,1°C. Середня річна кількість опадів – 1 189 мм.
| Клімат поселення                              | Клімат поселення | Клімат поселення | Клімат поселення | Клімат поселення | Клімат поселення | Клімат поселення | Клімат поселення | Клімат поселення | Клімат поселення | Клімат поселення | Клімат поселення | Клімат поселення | Клімат поселення |
| Показник                                      | Січ.             | Лют.             | Бер.             | Квіт.            | Трав.            | Черв.            | Лип.             | Серп.            | Вер.             | Жовт.            | Лист.            | Груд.            |                  |
| Середній максимум, °C                         | 3,20             | 6,50             | 8,95             | 12,34            | 15,96            | 19,10            | 18,91            | 19,88            | 16,08            | 11,07            | 4,92             | 1,89             |                  |
| Середня температура, °C                       | −1,96            | 1,34             | 3,79             | 7,18             | 10,78            | 13,95            | 16,54            | 17,52            | 13,72            | 8,71             | 2,56             | −0,48            |                  |
| Середній мінімум, °C                          | −7,12            | −3,83            | −1,37            | 2,02             | 5,62             | 8,78             | 14,18            | 15,15            | 11,34            | 6,33             | 0,18             | −2,84            |                  |
| Норма опадів, мм                              | 168              | 119              | 103              | 71               | 59               | 54               | 39               | 37               | 63               | 130              | 182              | 164              |                  |
| Середньомісячна швидкість вітру, м/с          | 2.40             | 2.43             | 2.55             | 2.70             | 2.54             | 2.55             | 2.42             | 2.21             | 2.00             | 2.07             | 2.28             | 2.32             |                  |
| Середньомісячна сонячна радіація, кДж/м²·день | 3323             | 6439             | 10415            | 15538            | 19111            | 20546            | 21914            | 18827            | 13427            | 7410             | 3629             | 2572             |                  |
| --------------------------------------------- | ---------------- | ---------------- | ---------------- | ---------------- | ---------------- | ---------------- | ---------------- | ---------------- | ---------------- | ---------------- | ---------------- | ---------------- | ---------------- |
| Джерело:                                      |                  |                  |                  |                  |                  |                  |                  |                  |                  |                  |                  |                  |                  |